# Boomgaardstraat

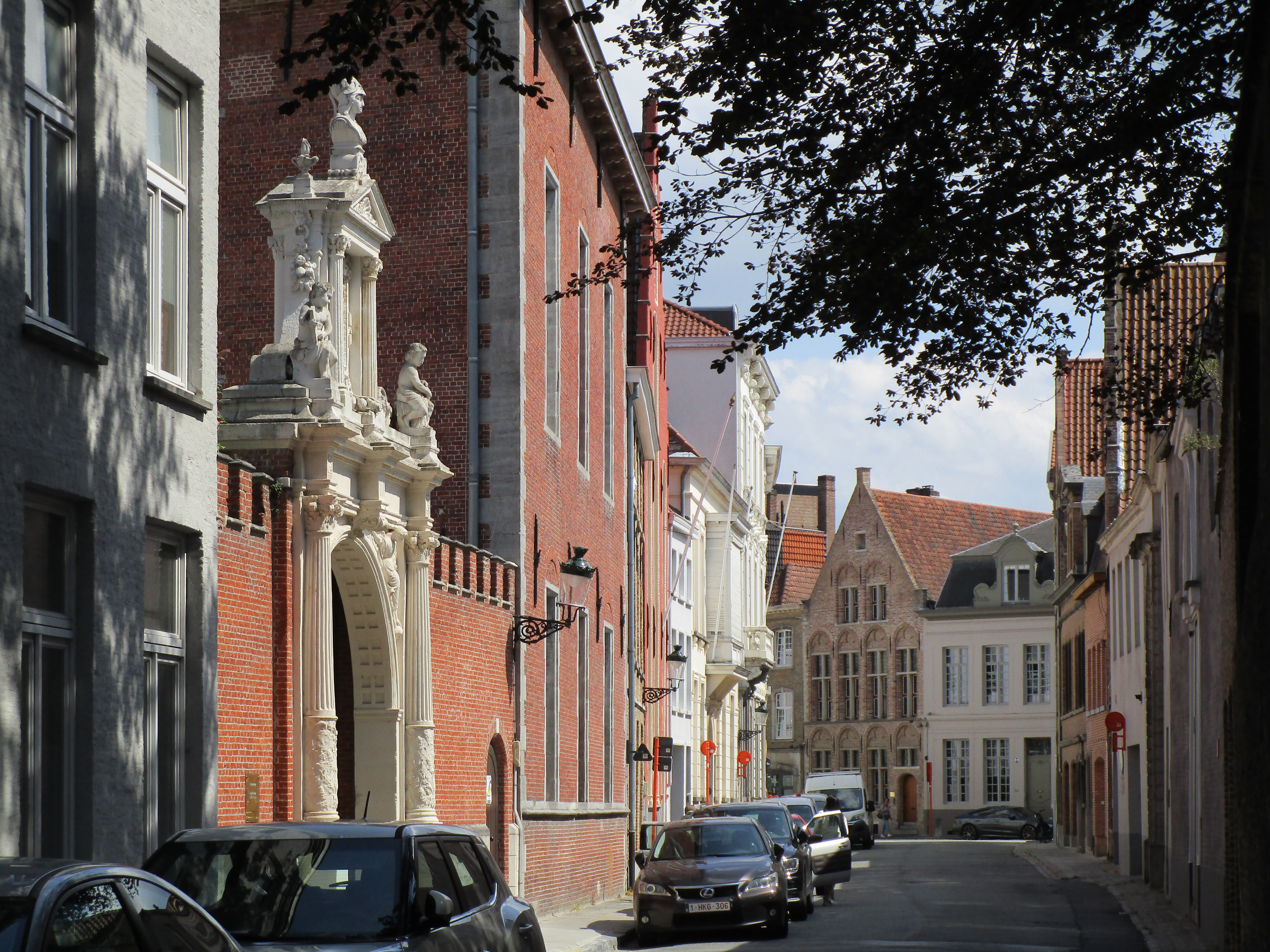
De Boomgaardstraat vanuit het Sint-Maartensplein

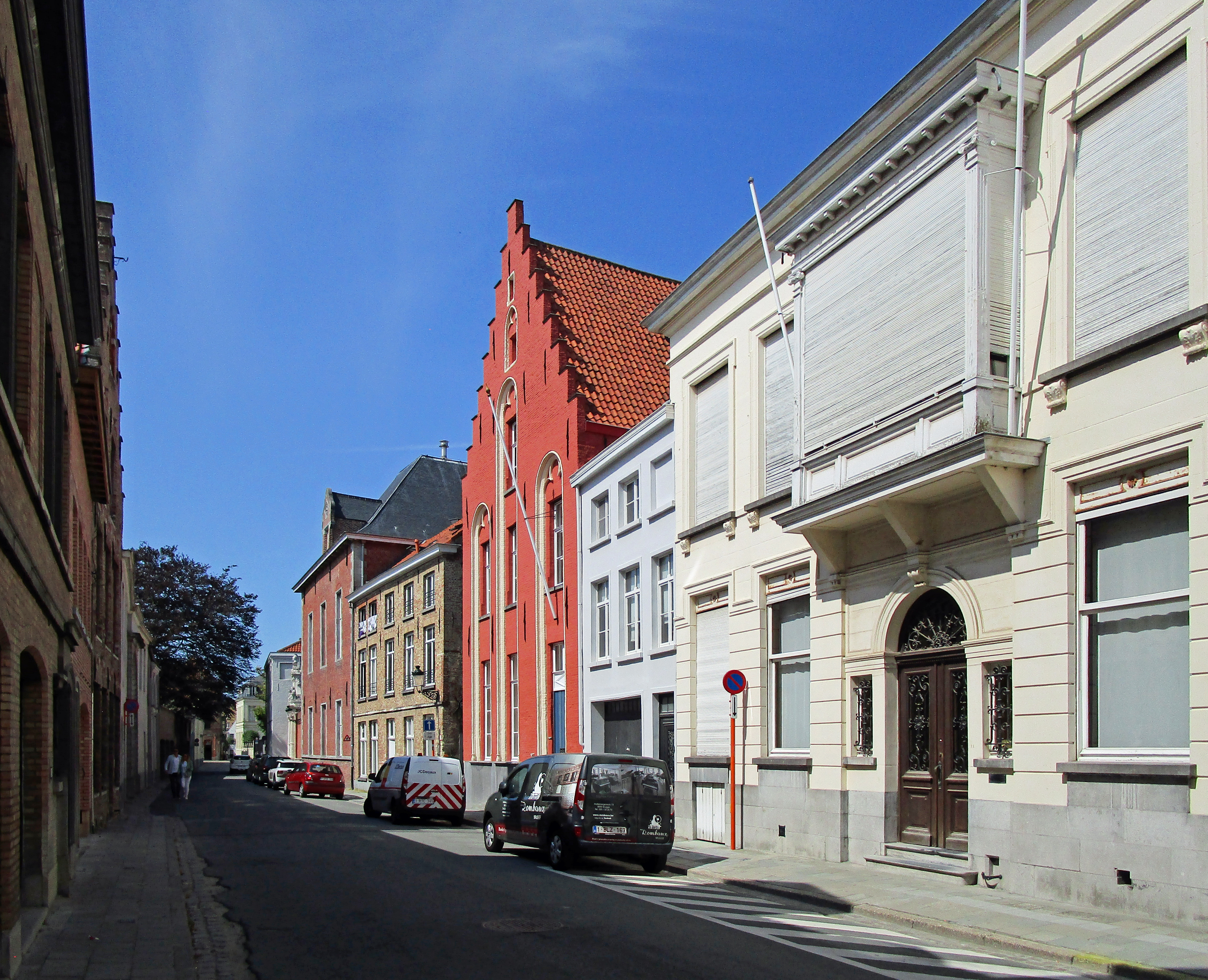
De Boomgaardstraat in de richting van het Sint-Maartensplein

De Boomgaardstraat is een straat in het historisch centrum van Brugge.

## Beschrijving
De Boomgaardstraat ligt binnen de eerste omwalling en behoort dus tot de oudste kern van de stad.
De naam Boomgaerdstrate werd al in 1305 in een document vermeld. De straat lag in een wijk waar de internationale handel zeer actief was (onder meer de Engelse en de Schotse handelslui hadden er hun activiteiten) en waar diverse buitenlandse handelaars en Brugse makelaars woonden. Toch moet er nog voldoende ruimte geweest zijn voor een boomgaard, waarnaar de straat werd genoemd.
De Boomgaardstraat telt heel wat statige herenhuizen, waarvan verschillende als monument wettelijk beschermd zijn. Men vindt er ook het 16de-eeuwse gebouw van het Jezuïetencollege, dat in de 19de en 20ste eeuw dienstdeed als rijksmiddelbare school en in de 21ste eeuw, na grondige restauratie, deel uitmaakt van de campus van het Europacollege.
De Boomgaardstraat loopt van de Hoogstraat tot het Sint-Maartensplein.

## Bekende bewoners
- Joseph De Busscher